# Station d'épuration d'Ülemiste
La station d'épuration d'Ülemiste (en estonien : Ülemiste veepuhastusjaam)  ou station d'épuration de Tallinn (en estonien : Tallinna veepuhastusjaam) est une station d'épuration située dans le quartier 
d'Ülemiste à Tallinn en Estonie,.  

## Infrastructure
La capacité de l'usine de traitement des eaux est de 24 000 mètres cubes d'eau par jour, l'eau étant soumise à un nettoyage mécanique et chimique. 
L'ensemble du processus dure environ deux heures au total.
En 1928, selon le projet de l'architecte Herbert Johanson, une maison mitoyenne à deux étages avec huit appartements fut construite pour les ouvriers au fond du terrain de Järvevana tee, et en 1934, une maison à deux étages pour les contremaîtres et les chimistes a été construite.